# Manja Kowalski
Manja Kowalski (Potsdam, 25 gennaio 1976) è un'ex canottiera tedesca.

## Palmarès

### Olimpiadi
- 1 medaglia:
  - 1 oro (Sydney 2000 nel quattro di coppia)

### Mondiali
- 1 medaglia:
  - 1 oro (Lucerna 2001 nel quattro di coppia)